# ホースシューキャニオン累層
ホースシューキャニオン累層（ホースシューキャニオン層とも、英:Horseshoe Canyon Formation）とは、カナダ・アルバータ州南部にある地層である。
名前はドラムヘラー近くの悪地内にあるホースシューキャニオンという渓谷に由来する。

## 概要

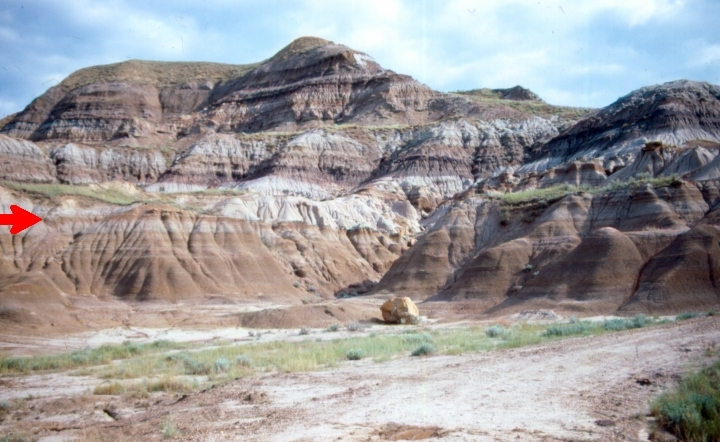
ベアパウ累層の海底地殻とホースシューキャニオン累層の沿岸との接触（赤矢印）。石炭床（黒帯）は、ホースシューキャニオン累層で一般的であり、沿岸湿地で形成された。

ホースシューキャニオン累層はエドモントン層群の一部であり、230m以上の厚みがある。地質年代は後期白亜紀カンパニアンからマーストリヒチアン前期のもので、泥砂、砂岩、炭素、石炭等で構成されている。川や沼の氾濫や洪水による堆積で保存された多様な化石を産出する。
そうした影響の小さかった河口での堆積物は、砕石層状になった斜面に見られる。汽水性の微化石がこれら堆積物内で大量に存在し、河口へ定期的な海水の流入があったことを示している。
ホースシューキャニオン累層はドラムヘラーの周辺で、レッドディア川に沿い、トロックーの近く、そして更にエドモントンのノースサスカチュワン川沿いに広がっている。
上部には白色の泥岩とスコラード累層が覆い被さるように堆積している。
ホースシューキャニオン累層下部に位置するドラムヘラー石炭地帯では、1911年から1979年まで亜歴青炭の採掘地であった。アトラス炭鉱はカナダ国立史跡に指定され、保護されている。
より最近ではコールベッドメタンの主要な産地として注目されている。
ホースシューキャニオン累層から見つかった恐竜は、アルバートサウルス、アルバートニクス、アンキケラトプス、アノドントサウルス、アリノケラトプス、アトロキラプトル、エピキロステノス、エドモントニア、エドモントサウルス、ヒパクロサウルス、オルニトミムス、パキリノサウルス、パルクソサウルス、サウロロフス、ステゴケラス、ストルティオミムス、ステノニコサウルスを含む。ディデルフォドンのような恐竜以外の爬虫類や両生類、魚類、海棲および陸棲無脊椎動物、そして植物の化石も見つかっている。
ホースシューキャニオン累層ではカメやワニのような爬虫類は稀である。これは当時の気候が彼らにとって寒冷すぎたことが原因と思われていたが、Quinneyらによる2013年の研究では、カメの多様性の低下は土壌の水捌けの状態の変化と関連し、乾燥、地形の不安定性、移動障壁によって制限されていたものであることが指摘された。

### 周飾頭類
| ホースシューキャニオン累層で報告されている周飾頭類 | ホースシューキャニオン累層で報告されている周飾頭類 | ホースシューキャニオン累層で報告されている周飾頭類 | ホースシューキャニオン累層で報告されている周飾頭類 | ホースシューキャニオン累層で報告されている周飾頭類 | ホースシューキャニオン累層で報告されている周飾頭類                                                                                         | ホースシューキャニオン累層で報告されている周飾頭類 |
| 属                                                 | 種                                                 | 場所                                               | 層序                                               | 標本                                               | メモ | 画像                                               |
| -------------------------------------------------- | -------------------------------------------------- | -------------------------------------------------- | -------------------------------------------------- | -------------------------------------------------- | --- | -------------------------------------------------- |
| アンキケラトプス                                   | A. ornatus                                         |                                                    | ユニット1, 2（下部）                               |                                                    | |                                                    |
| アリノケラトプス                                   | A. brachyops                                       |                                                    | ユニット1, 2（下部）                               | "完全な頭骨"                                       | |                                                    |
| エオトリケラトプス                                 | E. xerinsularis                                    |                                                    | ユニット5（上部）                                  |                                                    | |                                                    |
| モンタノケラトプス                                 | M. cerorhynchus                                    |                                                    |                                                    | 脳幹の断片 AMNH 5244                               | AMNH 5244 は恐らく属不明のレプトケラトプス類のものである。                                                                                 |                                                    |
| パキリノサウルス                                   | P. canadensis                                      |                                                    | 上部                                               |                                                    | ケラトプス類 |                                                    |
| パキリノサウルス                                   | P. lakustai                                        |                                                    | 下部                                               |                                                    | ケラトプス類 |                                                    |
| ?スファエロトルス                                  | S. edmontonense                                    |                                                    | ユニット1                                          |                                                    | ?プレノケファレ |                                                    |
| アーモンド累層のケラトプス類                       | 未記載                                             |                                                    | 上部ユニット1、7200万～7100万年前).                |                                                    | アンキケラトプスとして誤同定された本種は、ワイオミング州アーモンド累層のケラトプス類と同種と思われ、恐らくペンタケラトプス属の新種である。 |                                                    |